# Sint-Liduinakerk (Kelpen-Oler)

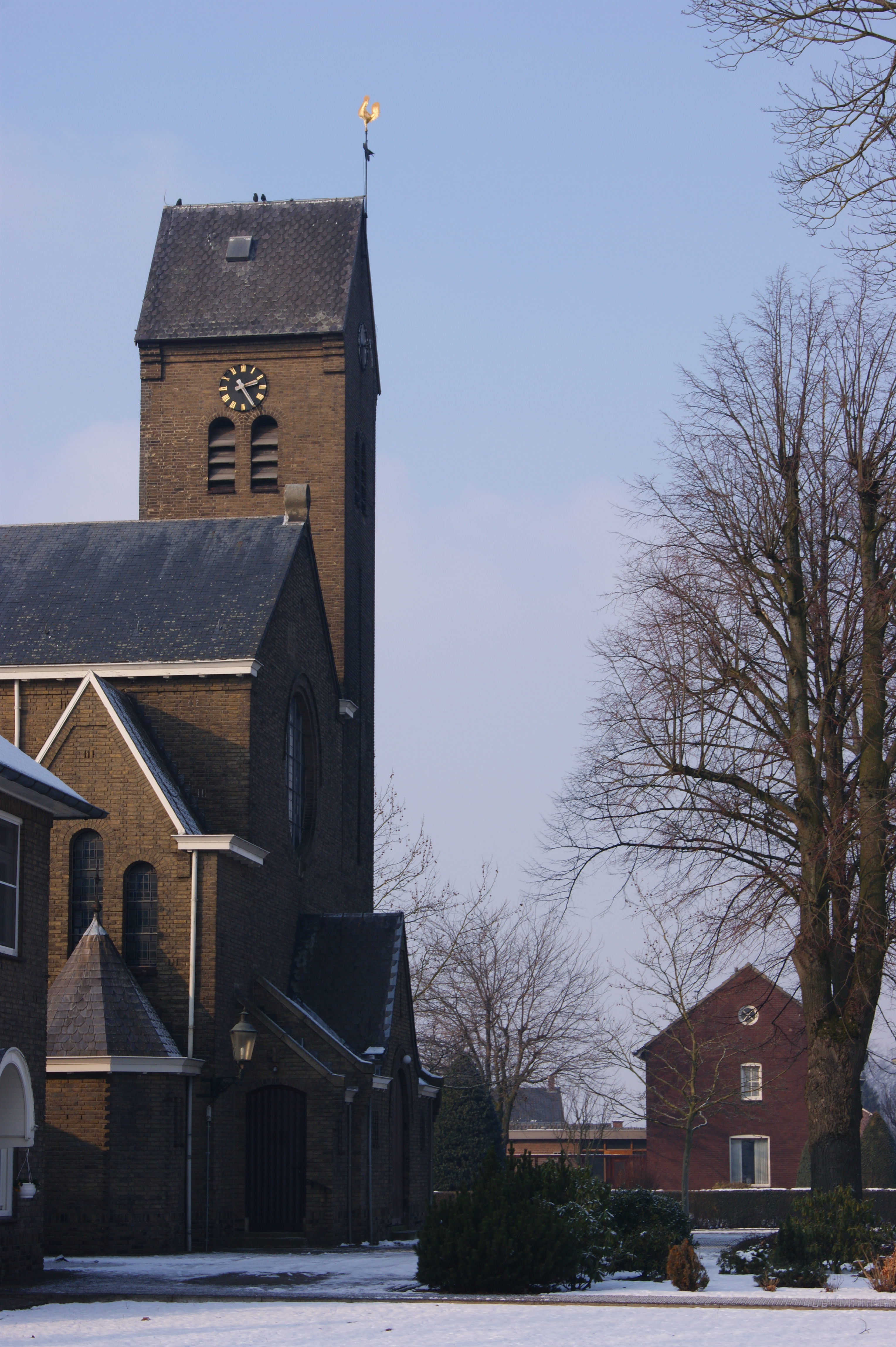
Sint-Liduinakerk

De Sint-Liduinakerk (ook: Sint-Liduïnakerk) is de parochiekerk van Kelpen-Oler, gelegen aan Grathemerweg 50, in de Nederlandse gemeente Leudal.

## Geschiedenis
Kelpen-Oler behoorde tot de parochies van Grathem en Ell, waarvan de kerken op aanzienlijke afstand verwijderd waren. Toen de bevolking toenam wenste men een eigen kerk. In 1933 begon de voorbereiding voor een rectoraat, en aangezien 1933 een eeuwfeest was van Liduina van Schiedam (1380-1433) werd de te bouwen kerk aan deze heilige gewijd. De bouw begon in 1935 en begin 1936 werd de kerk ingewijd. De kerk werd ontworpen door Jos Cuypers en Pierre Cuypers jr. In 1940 werd het rectoraat verheven tot parochie.
Omstreeks oktober 1944 lag de kerk in de Brits-Amerikaanse vuurlinie en liep aanzienlijke schade op, welke in 1946 werd hersteld. Veel kerkmeubilair is verloren gegaan door beschadiging of diefstal. In hetzelfde jaar werden een nieuwe preekstoel en communiebank voor de kerk vervaardigd.

## Gebouw
Het betreft een driebeukige bakstenen kerk met rechtgesloten koor. De aangebouwde, vierkante, toren wordt gedekt door een zadeldak. De zijbeuken hebben bij elke travee een topgevel. De gebrandschilderde ramen zijn non-figuratief.